# Indice de Shannon
L'indice de Shannon est un indice permettant de mesurer la diversité spécifique. L'appellation Shannon-Weaver est incorrecte. Claude Elwood Shannon et Warren Weaver ont coécrit un livre dans lequel est décrit l'indice de Shannon, s'appuyant notamment sur les travaux de Norbert Wiener,. Cependant, c'est bien Shannon qui le formule dès 1949 dans un article. Cet indice est fondé sur la notion d'entropie (entropie de Shannon). 

## Définitions
Cet indice donne une idée de la diversité spécifique d'un milieu, c'est-à-dire du nombre d'espèces de ce milieu (richesse spécifique) et de la répartition des individus au sein de ces espèces (équitabilité spécifique).
L'indice est une mesure de l'entropie. Elle est représentée par un nombre réel positif souvent compris entre 0 et 5, mais n'ayant en théorie pas de maximum. Ce nombre est calculé à l'aide d'une fonction d'information inversement proportionnelle à la probabilité d'occurrence d'une observationp.45.
« L’entropie peut être entendue comme la surprise moyenne fournie par l’observation d’un échantillon », ainsi que l'explique Eric Marconp.45. Prenant un indice de diversité existant, l'entropie indique la quantité d'information apportée par un échantillon en fonction de la fonction d'information. Par exemple, l'observation d'un individu d'une espèce considérée comme rare a une faible probabilité et apporte plus d'information que l'observation d'un individu d'une espèce communep.45.

## Calculs
{\displaystyle H^{\prime }=-\sum _{i=1}^{S}p_{i}\log _{2}p_{i}}
H' : indice de biodiversité de Shannon

i : une espèce du milieu d’étude 

S : richesse spécifique
{\displaystyle p_{i}} : Proportion d’une espèce i par rapport au nombre total d’individus (N) dans le milieu d’étude, qui se calcule de la façon suivante : 

{\displaystyle p(i)=n_{i}/N} 

où {\displaystyle n_{i}} est le nombre d'individus pour l'espèce i et N est l'effectif total (les individus de toutes les espèces).
Il est possible de choisir arbitrairement la base du logarithme et on trouve donc souvent dans la littérature scientifique log ou log de base 2 à la place de ln.
Cet indice permet de quantifier l'hétérogénéité de la biodiversité d'un milieu d'étude, et donc d'observer une évolution au cours du temps.
Cet indice varie toujours de 0 à ln S (ou log S ou log2 S, selon le choix de la base du logarithme)

Cet indice est l'un des plus connus et des plus utilisés par les spécialistes.
Il existe d'autres méthodes pour effectuer le calcul : l'indice de Simpson et l'indice de Hurlbert.